# Щоденники вбивці
«Щоденники вбивці» (італ. Diario di spezie) — італійський трилер 2021 року, знятий режисером Массімо Донаті за власним сценарієм, написаним спільно з Алессандро Леоне. Прем'єра фільму в Італії відбулася 16 березня 2023 року. Фільм здобув Гран-прі на італійському Gallio Film Festival 2023 року.
Відомий кухар із провінції Люка Тревісан після знайомства на виставці приймає пропозицію реставратора фламандського живопису Андреаса Дюррена Фішерома поїхати до Німеччини, але він не одразу здогадується, що новий знайомий приховує моторошні таємниці та змусить шеф-кухаря зробити жахливий моральний вибір. Єдине, що рятує Луку від божевілля, — це щоденник, у якому він записує нотатки про спеції та зберігає рецепти.
У головних ролях знялися Лоренцо Рикельмі (Люка), Фабріціо Ферракане (Андреас), Фабриціо Ронджоне (Філіппе Гаррант), Вернер Бірмаєр, Галатея Беллуджі.